# Швец, Юрий Павлович
 Ю́рий Па́влович Шве́ц (1902, Полтава — 1972) — советский художник-кинематографист, стоявший у истоков научно-фантастической живописи .

## Биография
Отцом художника был батрак, в семье которого росло шестеро детей. Юность и начало трудовой деятельности будущего художника пришлись на революцию. Он трудился и почтальоном, и сторожем, и курьером. Позднее стал работать учителем. А потом поступил на работу в драматический театр-студию «Просвит», где был актёром и декоратором. В 20-е годы почти одновременно началась его учёба сразу в двух вузах Киева. В музыкально-драматическом институте он обучался вокалу у известной певицы, профессора Е. А. Муравьёвой. А в Киевском художественном институте проходил обучение по отделу теории кино как кинохудожник-постановщик. После окончания института в 1929 году он трудился на киностудии «Украинфильм». В 1931 художник переселился в Москву, где показал себя как талантливый кино-художник. Он стал художником примерно пятидесяти фильмов, среди которых известные ленты: «Георгий Саакадзе», «Великий гражданин», «Гибель „Орла“», «Аршин мал алан» и многие другие. Особенно ярко его талант проявился в фильмах-сказках, на которых выросло несколько поколений детей: «Золотой ключик», «Новые похождения Кота в сапогах», «Тайна горного озера». В 1935 году на экраны вышел первый в мире кукольный фильм Новый Гулливер, где Ю. Швец был художником. Именно он «изобрёл» ту технику, которую применили лилипуты, столкнувшиеся с Гулливером.
Швец стал главным художником фильма «Космический рейс», работа над которым началась в 1934 году. Вместе с режиссёром фильма В. С. Журавлёвым они не раз ездили к К. Э. Циолковскому, ставшему главным консультантом фильма. Эскизы космической ракеты, скафандров и другой фантастической техники создавались под руководством учёного. В этих эскизах, которые Швец привозил показывать в Калугу, Циолковского «интересовало абсолютно все: цвет неба вокруг Луны, цвет немигающих звёзд, движение теней и их густота, положение Солнца и Земли на небе Луны, поскольку в фильме шла речь о том, как попадает человек на планету и что делает на Луне». Итогом этой работы была похвала учёного, отметившего, что конструкции, созданные художником «по всем законам механики, техники, правильны».
С тех пор «космос стал главной темой художника», а сам художник сегодня считается основоположником научно-фантастической (космической) живописи в стране. Среди его полотен «Космодром на Луне» (1958), «На Марсе. Встреча двух миров» (1961), «Текущий ремонт. Звёздная служба», «Луна. Океан Бурь. Проспект им. Гагарина. 1996». Ряд его картин появились на свет, благодаря тем эскизам, которые он делал, работая над фильмами о космосе. Его эскизы к фильму «Небо зовёт» в 1963 году приобрела американская компания, а перемонтированные кадры из самого фильма были взяты в американскую киноленту «Битва за пределами Солнца».
В 1972 году художник погиб в автомобильной катастрофе.

В 1981 году журнал «Техника – молодёжи», анализируя истоки научно-фантастической живописи (космического искусства), писал: 
Созданные Ю. П. Швецом, его современниками и последователями произведения открыли перед советским и мировым изобразительным искусством новую, космическую дорогу. Наши потомки из третьего тысячелетия, вероятно, найдут в них одно из ярких свидетельств начала нового этапа развития мировой культуры, устремившейся в бескрайние пространства и времена.
Швец сделал оформление таких фильмов, как:
- Космический рейс (1935)
- Новый Гулливер (1935)
- Небо зовёт (1959)
- Вселенная (1951)
- Луна (1965)
- Марс (1968)

## Семья
- Жена — Галина Павловна Семенченко (1909—2011) — советская и российская певица, актриса оперетты, Заслуженная артистка РСФСР (1991).
  - Сыновья — художники  Касьян (1936—2018) и Платон (1938—2021).